# Университет иностранных языков города Кобе
Университет иностранных языков города Кобе (яп. 神戸市外国語大学 Кобэ-си гайкокуго дайгаку, англ. Kobe City University of Foreign Studies) — японский муниципальный университет, расположенный в Западном районе (яп. Ниси-ку) города Кобе. Как университет существует с 1949 года. Сокращённые названия: Кобэ-си гайдай, Кобэ гайдай, Син-гайдай и др. В японоведческой литературе на русском языке также встречается название «Институт иностранных языков г. Кобэ».

## Общие сведения
Университет иностранных языков города Кобе был основан в 1946 году как муниципальный колледж с изучением иностранных языков (английский, русский и китайский языки). В 1949 году он получил статус университета. В 1986 году кампус был перенесен в район «академического городка» в городе Кобе, где сосредоточено несколько вузов. Стратегия обучения направлена на подготовку кадров, деятельность которых открывает широкие международные перспективы для города и префектуры. Университет иностранных языков города Кобе является единственным лингвистическим университетом в Японии, который находится под муниципальным управлением.

### История университета
- 1946 – основан как муниципальный колледж с изучением иностранных языков (яп. Кобэси-рицу гайдзи-сэнмон-гакко, «муниципальный колледж иностранных дел»)
- 1949 – получение статуса университета и переименование в «Университет иностранных языков г. Кобе». Первоначально колледж располагался в здании Второй женской школы г. Кобе, затем в 1949 году университет переехал на территорию, которую до этого занимала школа высшей ступени Кусугаока. С переездом на другое место она была переименована в городскую школу высшей ступени Сума.
- 1950 – в университете на базе прежнего колледжа открыты короткие двухгодичные курсы. Сам колледж официально прекратил существование в 1953 г.
- 1953 – организовано университетское вечернее отделение на кафедре английского языка.
- 1955 – короткие двухгодичные курсы закрыты.
- 1962 – основана кафедра испанского языка.
- 1967 – основана магистратура факультета иностранных языков.
- 1986 – университет переехал с острова Рокко в новый кампус, расположенный в «академическом городке» г. Кобе (яп. Кобэ кэнкю-гакуэн-тоси). Территория бывшего кампуса была продана учебной корпорации Синва Гакуэн.
- 1987 – основана кафедра международных отношений.
- 1996 – на факультете иностранных языков открыта аспирантура, включающая магистратуру и докторантуру.
- 2007 – университет становится частью системы муниципальных университетов.
- 2009 – введено новое учебное направление «Курс международной коммуникации» (анг. International Communication Course, ICC).
- 2015 – изменение в системе присвоения степени магистра, введение двух типов степеней: «магистр-исследователь» и «магистр-специалист» (кроме направления «педагогика английского языка»).
- 2016 – 70-летний юбилей со дня основания университета. Построен второй учебный корпус, учрежден университетский студенческий центр Student Commons

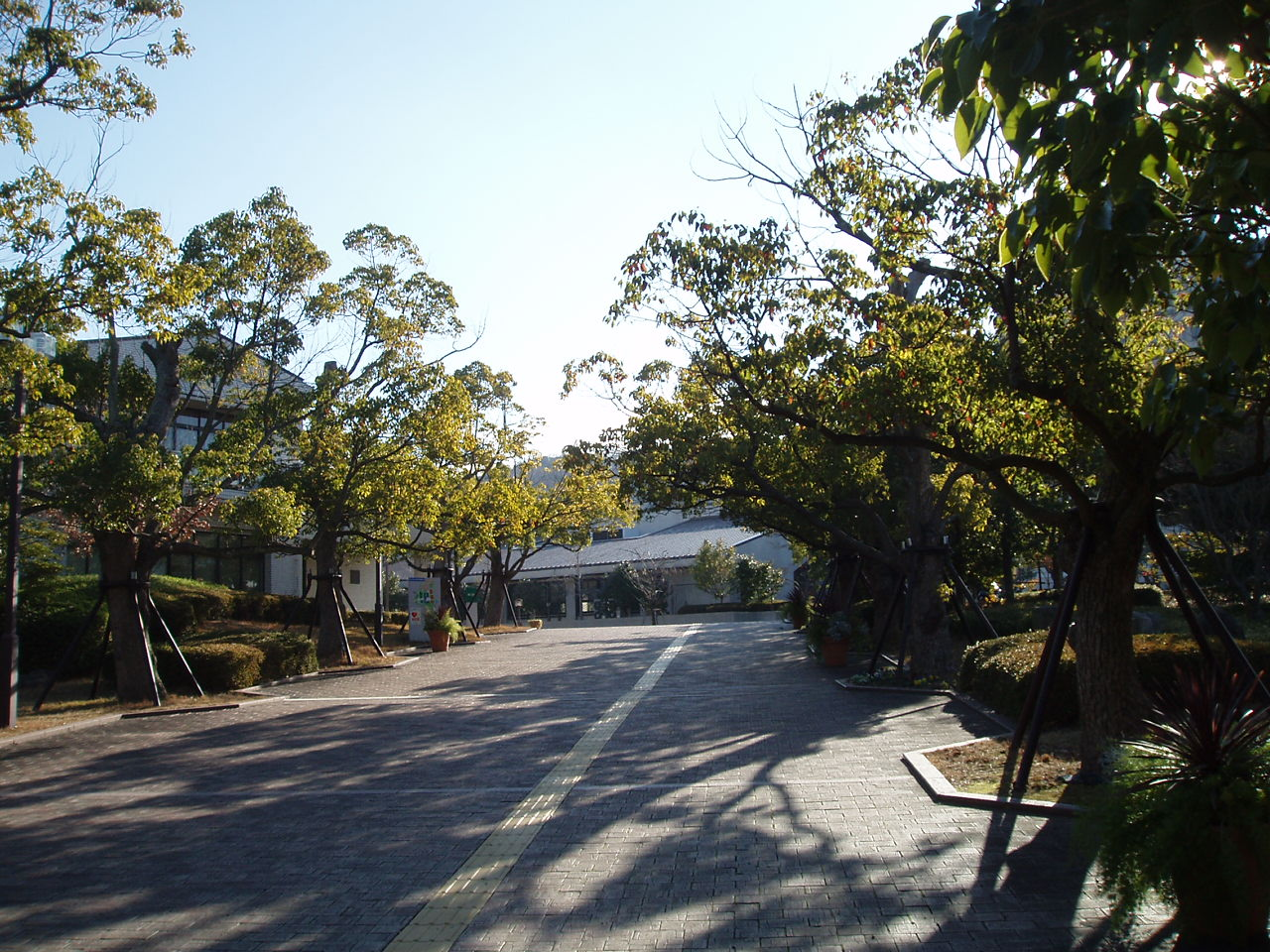
Подъем от главного входа к учебным и административным корпусам

## Университет сегодня
Университет состоит из одного факультета, а именно факультета иностранных языков, на котором существует две формы обучения — дневная и вечерняя. Дневное отделение объединяет кафедры английского, русского, китайского и испанского языков, а также кафедру  международных отношений. На вечернем отделении только одна кафедра - кафедра английского языка.Преподавание иностранных языков осуществляется в небольших группах. Обучение проходит по широкой учебной программе, в рамках которой преподаются и исследуются культура, политика, экономика и другие дисциплины. На дневном отделении обучаются более 1720 студентов, на вечернем – около 450 студентов и в аспирантуре – более 120 аспирантов (по состоянию на 1 мая 2016 года). Штатный преподавательский состав – 89 человек ( по состоянию на 1 апреля 2015 года).

## Учебный процесс и исследовательская деятельность

### Структура университета
Дневное и вечернее отделения факультета иностранных языков
Дневное отделение
- Кафедра английского языка;
- кафедра русского языка;
- кафедра китайского языка;
- кафедра испанского языка;
- кафедра международных отношений.

Вечернее отделение
- Кафедра английского языка.

Система учебных направлений
Студенты, изучающие английский, русский, китайский и испанский языки, с третьего года учебы проходят обучение по следующим направлениям: филология и литература; правоведение, и экономика; культурология; международная коммуникация. На направлении «международная коммуникация», где преподавание многих курсов ведется на английском языке, существует система отбора кандидатов. Таким образом, не всем студентам удается попасть на желаемое направление. Студенты кафедры международных отношений кроме основной дисциплины могут обучаться только по направлению ICC, но система отбора распространяется и на них.
Учебные направления дневного отделения
Языковые кафедры
- филология и литература
- правоведение и экономика
- культурология
- международная коммуникация

Кафедра международных отношений
- международные отношения
- международная коммуникация

##### Учебные направления вечернего отделения
- английский язык
- правоведение и экономика
- культурология и англоязычная литература

Аспирантура
Магистратура по специализации
- английская филология
- русистика
- китаистика
- испанистика
- международные отношения
- востоковедение (японистика и изучение стран Азии)
- педагогика английского языка
  - преподавание английского языка в школах средней и высшей ступени

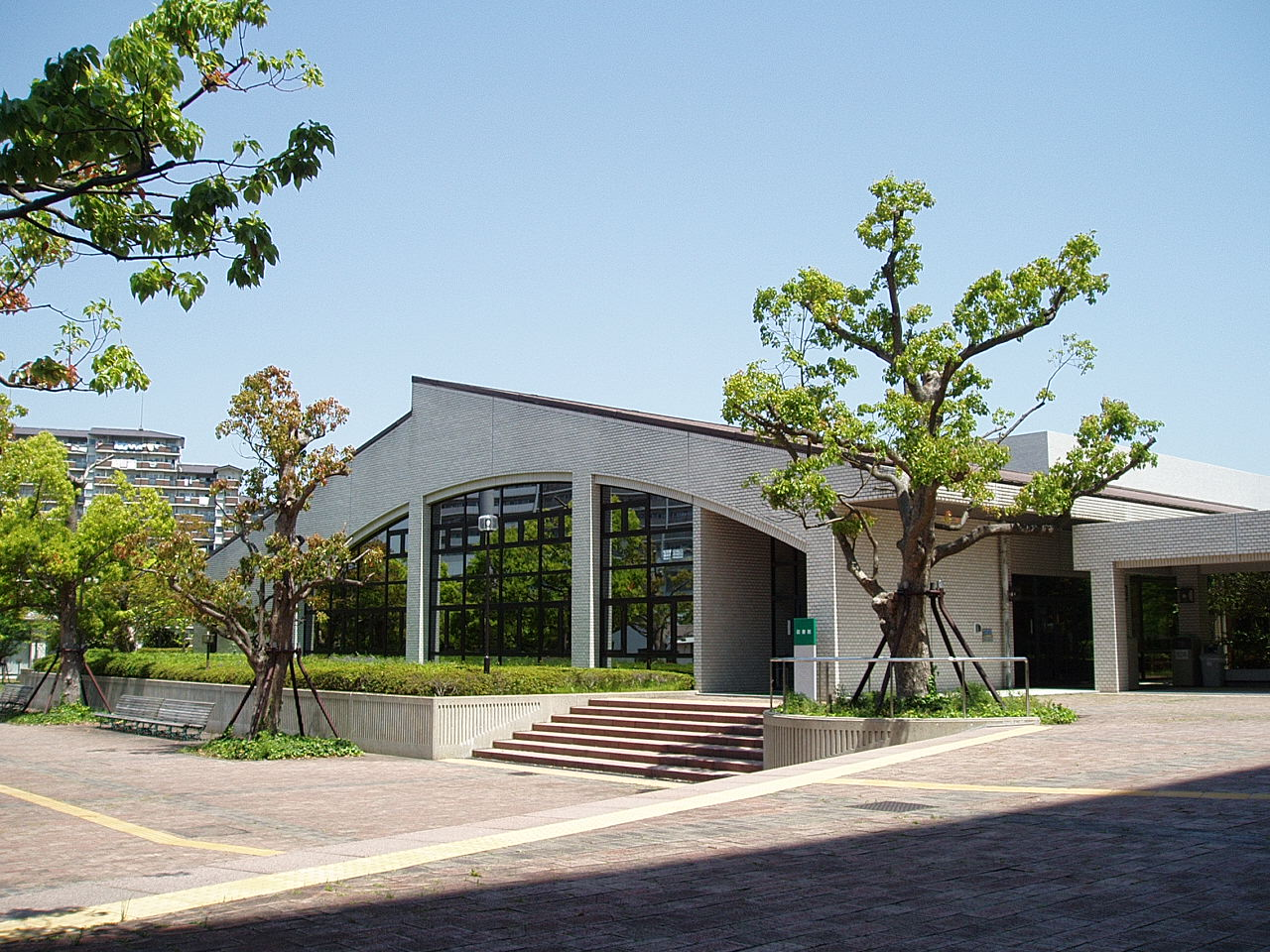
Университетская библиотека

  - преподавание английского языка для дошкольников и младших школьников

Докторантура по специализации
- филология
- культурология
- международная социология

### Центры и институты при университете
- Институт иностранных языков и культур
- Научно-информационный центр (на базе университетской библиотеки)

## Известные преподаватели (в том числе бывшие)
(в данном разделе используется европейский порядок написания имен: имя-фамилия)
- Нобуо Асаи – в прошлом профессор кафедры международных отношений, политолог.
- Масадзи Иэ – почётный профессор факультета иностранных языков, специалист по международному праву и политологии.
- Эйити Кимура – в прошлом профессор кафедры испанского языка, тринадцатый ректор, переводчик нескольких десятков произведений, в том числе латиноамериканских авторов.
- Тацуо Кондо – в прошлом доцент факультета иностранных языков, затем профессор осакского университета иностранных языков. Автор книг: «Японский, как иностранный»,  «Гласные в английском» и других.
- Томосити Кониси – в прошлом профессор кафедры английского языка, редактор-составитель англо-японского словаря Genius.
- Хидэхито Нигаситани – в прошлом профессор кафедры испанского языка, двенадцатый ректор, переводчик, автор многих художественных переводов.
- Тосио Симао – писатель, доцент муниципального колледжа иностранных дел города Кобе (в период до получения статуса университета).
- Ёсинобу Обама – почётный профессор факультета иностранных языков, философ. Бывший председатель японской ассоциации по изучению неоплатонизма, член ассоциации средневековой философии (университет Киото), исследователь трудов Сюдзо Куки.
- Орест Плетнер – лингвист, японовед. В 1916-1917 годах переводчик в посольстве Российской империи в Токио.
- Кэнсэй Сагаяма – в прошлом  профессор кафедры английского языка, профессор филологического факультета в университете Киото,  специально назначенный профессор в университете Рюкоку.
- Харухико Сато – специально назначенный профессор кафедры китайского языка. Директор японского научного общества китайского языка, председатель Научного общества современного китайского языка. Состоит в Японской ассоциации китаистики и в Научном обществе по изучению восточных культур.
- Нибуя Такаси – профессор кафедры международных отношений, литературный критик.
- Норитака Фукусима – в прошлом профессор кафедры испанского языка. Ведущий передач телекомпании NHK "Разговор на испанском", "Испанский по телевизору".
- Масару Ямада – профессор кафедры английского языка.
- Хироси Ясуи – почётный профессор факультета иностранных языков в области юриспруденции, экономики и торговли. Экономист. В прошлом глава института  иностранных языков и культур.  Один из авторов монографий «Инфляция в Японии», «Процентная ставка: в мире и в Японии» и других.

## Выпускники университета

### Исследователи и ученые
(в данном разделе используется европейский порядок написания имен: имя-фамилия)
- Сюхэй Кадота — лингвист, профессор университета Кансай Гакуин.
- Нориёси Миямото — американист, специалист по английской филологии, почетный профессор в университете Бункё. Председатель японской ассоциации ESP (Английский для специальных целей )
- Сёдзи Нисидзима — экономист, профессор университета Кобе.
- Юдзи Нисияма — философ, доцент Токийского столичного университета.
- Тоёо Сакаи – литературовед, специалист по современной китайской литературе, ректор университета Киото Сангё.
- Осаму Такэути — филолог, специалист в области английской лингводидактики, профессор Кансайского университета.
- Масахару Ура — литературовед, специалист по русской литературе, профессор аспирантуры Токийского университета, факультет культурологии.
- Хироюки Хата — правовед, ректор университета Кинки.
- Кацумаса Яги — филолог, специалист по английскому языку, профессор университета Кансай Гакуин, главный редактор англо-японского словаря Youth progressive.
- Ёситака Ямасита — лингвист, профессор университета Хоккайдо.
- Томоко Ясима — прикладной лингвист, профессор Кансайского университета.

### Политические круги
- Масару Окада – личный секретарь посла Японии в Китае, ведущий японский переводчик китайского языка на высшем уровне. После окончания китайской кафедры университета иностранных языков города Кобе приступил к работе в Министерстве иностранных дел в качестве переводчика на высшем уровне, в том числе на встречах глав государств. С 2009 года преподает в университете иностранных языков города Кобе.
- Кадзуми Хара – вице-председатель центрального комитета новой социалистической партии Японии, председатель префектурального комитета штаба той же партии в префектуре Хёго, организатор гражданского общества, выступающего против пересмотра девятого и двадцать пятого пунктов конституции, делегат женской организации префектуры Хёго в защиту мира и прав человека, экс-депутат муниципального собрания г. Кобе

### Финансовые круги
- Такуя Авата – президент холдинга TORIDOLL
- Юкари Кониси – член совета директоров компании Panasonic, член правления государственного университета Киото.
- Тосихиро Макита – президент транспортной компании Hanshin Hankyu Business Travel
- Хироюки Нисихара – бывший управляющий директор компании OPTEX FA
- Кацуёси Нодзаки – экс-президент бейсбольной команды Hanshin Tigers, управляющий делами бейсбольной федерации.
- Хироси Судзуки – президент торговой компании Мицубоси

### Масс-медиа
- Каори Кавайи – писательница-документалист
- Маюми Комурасаки – фриланс-диктор, телеведущая
- Тосинори Масуно – председатель редакционного совета газеты «Кобе Симбун».
- Акико Мидзуно  – диктор телеканала Майнити
- Охара Сюдзо – диктор телеканала Тюкё
- Такахиро Хирао – управляющий директор издательства «Бунгэй Сюндзю» (бывший главный редактор журнала «Бунгэй Сюндзю», еженедельника «Сюкан Бунсюн» и других изданий).
- Мика Цукамото – журналист агентства ROMEO-NEWS JAPAN, в прошлом работала заместителем главного редактора еженедельника «Дзёсэй».

## Студенческая жизнь
Ежегодный театральный фестиваль
В рамках лингвистического театрального фестиваля (яп. гогэки-сай) студенческие труппы всех языковых кафедр показывают поставленные своими силами спектакли по драматургическим произведениям на изучаемом языке. Это традиционное ежегодное мероприятие проводится в университете иностранных языков г. Кобе в декабре. Спектакли могут быть разных жанров: комедия, психологическая драма, трагедия и др. Для постановок используются готовые пьесы на языках разных стран. Эти спектакли интересны не только для студентов университета, но и для широкой публики.
Перед началом работы над постановкой преподаватели помогают студентам выбрать пьесу, а в процессе работы – ставят произношение. Таким образом университет тоже принимает посильное участие в этом студенческом мероприятии. По свидетельству студентов, участие в театральном фестивале и работа над постановкой на иностранном языке помогают им в изучении языков. Они видят в фестивале важную часть образовательной программы.

## Партнерские программы с зарубежными университетами

### Австралия
- Университет Южного Креста
- Университет Дикина
- Университет Монаша
- Университет Нового Южного Уэльса

### Австрия
- Австро-Американский институт

### Великобритания
- Ланкастерский университет
- Лидский университет
- Нортумбрийский университет
- Ньюкаслский университет
- Йоркский университет святого Джона

### Германия
- Университет Дуйсбург-Эссен
- Мюнхенский университет

### Испания
- Университет Сантьяго-де-Компостела
- Университет Алькала
- Международный образовательный Центр Ортега-и-Гассета
- Университет Ла-Риоха
- Университет Саламанки
- Мадридский автономный университет
- Университет Сарагосы
- Национальный университет дистанционного образования города Сеговии

### Италия
- Римский университет Ла Сапиенца

### Канада
- Колледж Медисин-Хэт
- Университет Реджайны

### Китай
- Фуданьский университет
- Тяньцзиньский университет иностранных языков
- Пекинский университет языков и культур
- Северо-восточный педагогический университет
- Шанхайский педагогический университет

### Польша
- Ягеллонский университет

### Россия
- Уральский федеральный университет
- Кубанский государственный университет
- Институт русского языка и культуры МГУ
- Тихоокеанский государственный университет
- Государственный институт русского языка имени А.С.Пушкина

### США
- Университет Восточного Вашингтона
- Колледж Augustana
- Колледж Elmira
- Калифорнийский Университет в Лос-Анджелесе